# Llista de zones arqueològiques des Castell
Llista de zones arqueològiques des Castell catalogades pel consell insular de Menorca com a Béns d'Interès Cultural en la categoria de zona arqueològica pel municipi des Castell. Alguns elements immobles prehistòrics poden tenir la categoria de monument. Vegeu també la llista de monuments des Castell.
| Monument                                                 | Tipus                       | Ubicació                                             | Codi?                | Imatge                            |
| -------------------------------------------------------- | --------------------------- | ---------------------------------------------------- | -------------------- | --------------------------------- |
| Poblat de Binissaïda de sa Creueta                       | Zona arqueològica           | Es Castell Binissaïda de sa Creueta                  | BSC-01 RI-51-0003755 |                                   |
| Assentament de Binissaïda de sa Torre                    | Zona arqueològica           | Es Castell Binissaïda de sa Torre                    | BST-02 RI-51-0003756 |                                   |
| Cova de Binissaïda de sa Torre                           | Zona arqueològica           | Es Castell Binissaïda de sa Torre                    | BST-04               |                                   |
| Poblat de Biniatap                                       | Zona arqueològica           | Es Castell Biniatap                                  | BTP-01 RI-51-0003754 |                                   |
| Necròpolis de cala Figuera                               | Zona arqueològica           | Es Castell Cala Figuera                              | CAF-01               |                                   |
| Sala hipòstila i restes dels Capons                      | Zona arqueològica           | Es Castell Els Capons                                | CPO-01               |                                   |
| Peci de la Torre d'en Penjat                             | Jaciment submarí            | Es Castell Cala de Sant Esteve                       | CSE-04 RI-51-0003769 |                                   |
| Peci de la Llosa de Sant Felip                           | Jaciment submarí            | Es Castell Cala de Sant Esteve                       | CSE-05               |                                   |
| Necròpolis i sitjots de l'Hort de la Florida             | Zona arqueològica           | Es Castell Hort de la Florida                        | HFL-01               |                                   |
| Necròpolis de Santa Creu / Tanca de sa Cova Gran         | Zona arqueològica           | Es Castell Santa Creu                                | SAC-01               |                                   |
| Hipogeu de Santa Creu                                    | Zona arqueològica           | Es Castell Santa Creu                                | SAC-02               |                                   |
| Necròpolis de Son Bialí / s'Hort                         | Zona arqueològica           | Es Castell Son Bialí, es Pla, sa Fluixa de ses Coves | SBI-01               |                                   |
| Hipogeu de la Sínia de cala Figuera / cova de l'Ullastre | Zona arqueològica           | Es Castell Cala Figuera                              | SCF-02               |                                   |
| Bassa de Son Tudurí                                      | Zona arqueològica           | Es Castell Son Tudurí                                | STU-01 RI-51-0003760 |                                   |
| Poblat de Son Vidal / els Hortals                        | Zona arqueològica           | Es Castell Son Vidal, es Figueral                    | SVL-01 RI-51-0003761 |                                   |
| Poblat de Torrenova del Rei                              | Zona arqueològica           | Es Castell Torrenova del Rei, Corral de na Tronera   | TNR-01 RI-51-0003765 |                                   |
| Poblat de Toraixa                                        | Zona arqueològica visitable | Es Castell Toraixa, Ca l'Amo en Pere                 | TOX-01 RI-51-0003763 |                                   |
| Poblat de Trebalúger                                     | Zona arqueològica visitable | Es Castell Trebalúger                                | TRE-01 RI-51-0003766 | Poblat de Trebalúger (es Castell) |
| Assentament de Trepucó / Sínia d'en Musul·lú             | Zona arqueològica           | Es Castell Trepucó                                   | TRP-02               |                                   |
| Assentament de Torrevella del Rei                        | Zona arqueològica           | Es Castell Torrevella del Rei                        | TVR-01               |                                   |
| Hipogeu de Torrevella del Rei                            | Zona arqueològica           | Es Castell Torrevella del Rei                        | TVR-02               |                                   |